# Listă de politicieni austrieci implicați în scandaluri publice
Aceasta este o listă de politicieni austrieci implicați în scandaluri publice:
- Ernst Strasser, filmat de jurnaliștii de la Sunday Times în timp ce accepta mită în schimbul susținerii unei legi.[1] A fost condamnat la trei ani și jumătate de închisoare.[2][3][4][5][6][7][8]